# 埃塞克斯 (伊利諾伊州)
埃塞克斯（英語：Essex）是位於美國伊利諾伊州坎卡基縣的一個村落。

## 地理
埃塞克斯的座標為41°10′35″N 88°11′29″W / 41.17639°N 88.19139°W，而該地最高點為海拔高度180米（即591英尺）。

## 人口
根據2010年美國人口普查的數據，埃塞克斯的面積為6.16平方千米，當中陸地面積為6.09平方千米，而水域面積為0.07平方千米。當地共有人口802人，而人口密度為每平方千米130人。